# Hepatită E
Hepatita E este o afecțiune inflamatorie a ficatului cauzată de infecția cu virusul hepatitei E⁠(d) (HVE), reprezentând astfel un tip de hepatită virală. Hepatita E are în principal o cale de transmitere fecală-orală⁠(d), fiind astfel similară hepatitei A, deși virusurile nu sunt înrudite. HVE este un virus icosaedric ARN cu sens pozitiv, monocatenar, neînvelit și unul dintre cele cinci virusuri cunoscute ale hepatitei umane: A, B, C, D și E.
La fel ca hepatita A, hepatita E urmează de obicei o evoluție acută și autolimitată a bolii (afecțiunea este temporară și pacientul se recuperează), cu rate scăzute de mortalitate în țările bogate; cu toate acestea, poate fi mai gravă la femeile însărcinate și la persoanele cu un sistem imunitar slăbit, având rate de mortalitate mult mai ridicate. La femeile gravide, în special în al treilea trimestru, boala este mai frecvent severă și asociată cu un sindrom clinic numit insuficiență hepatică fulminantă⁠(d), cu rate de deces de aproximativ 20%. În timp ce femeile gravide pot avea o evoluție rapidă și severă, beneficiarii de transplant de organe care primesc medicamente pentru a slăbi sistemul imunitar și a preveni respingerea organului pot dezvolta o formă mai lentă și mai persistentă numită hepatită cronică E, care este astfel diagnosticată după 3 luni de viremie continuă. HVE poate fi grupată genetic în 8 genotipuri, iar genotipurile 3 și 4 tind să fie cele care cauzează hepatită cronică la pacienții cu imunosupreie.